# Fine fine music volume 2
Fine fine music volume 2 is een verzamelalbum van Excelsior Recordings uit 2007.

## Samenstelling
Fine fine music is een verzamelalbum dat, net als zijn voorganger Fine fine music, vooral als doel heeft luisteraars van Excelsior-cd's bekend te maken met de andere artiesten van het label. Opvallend aan deze uitgave is, is dat, ondanks dat het een uitgave is van het Excelsior Label, er ook artiesten van andere platenmaatschappijen op het album staan. Het leeuwendeel van de artiesten is echter wel afkomstig van Excelsior Recordings.
Het artwork van de cd werd verzorgd door striptekenaar Jean-Marc van Tol. De plaat was gratis te verkrijgen, bij aanschaf van een andere plaat die als Fine fine music werd bestempeld. Aansluitend op de uitgave van dit album werd er ook een tour gehouden langs de grotere popzalen van Nederland, waarbij diverse acts zich onder de paraplu van Fine fine music konden presenteren aan een groter publiek. De avonden werden geleid door DJ St. Paul.

## Nummers
1. Spit at stars van Jack Peñate
2. Kvraagetaan van Fixkes
3. Coming in from the cold (live) van Johan
4. Devil's music van Hospital Bombers
5. Being around van Scram C Baby
6. The storm van Patrick Watson
7. Alina van Spinvis
8. Lack of sun van The Kevin Costners
9. Nantes van Beirut
10. Belly van LPG
11. Klein klein jakkalsies van Chris Chameleon
12. I saw Abba van The Madd
13. Grip van zZz
14. Hugo van The Tellers
15. Lachgiraffe van Easy Aloha's

Jack Peñate, Patrick Watson, Beirut en The Tellers worden wel via deze plaat gepromoot, maar brengen hun platen niet uit via Excelsior Recordings.